# Финарі (Горгота, Прахова)
Финарі (рум. Fânari) — село у повіті Прахова в Румунії. Входить до складу комуни Горгота.
Село розташоване на відстані 39 км на північ від Бухареста, 17 км на південь від Плоєшті, 103 км на південь від Брашова.

## Населення
За даними перепису населення 2002 року у селі проживали 360 осіб, усі — румуни. Усі жителі села рідною мовою назвали румунську.